# Сид и Нэнси
«Сид и Нэнси» (англ. Sid and Nancy) — британский биографический фильм 1986 года режиссёра Алекса Кокса. Главные роли сыграли Гэри Олдмен и Хлоя Уэбб. В фильме рассказывается о жизни Сида Вишеса, бас-гитариста панк-рок группы «Sex Pistols», и его разрушительных отношениях с подругой Нэнси Спанджен. Во второстепенных ролях снялись Дэвид Хейман, Ксандер Беркли и Кортни Лав.
Премьера фильма состоялась на Каннском кинофестивале в мае 1986 года, а в прокат в США он вышел 7 ноября того же года. Хотя фильм не окупился в прокате, он был положительно воспринят большинством критиков и завоевал несколько наград.

## Сюжет
12 октября 1978 года полицию вызывают в отель «Челси» в Нью-Йорке, где найдена мёртвой Нэнси Спанджен. Её бойфренд, басист группы «Sex Pistols» Сид Вишес, взят под стражу. Подруга Нэнси, Гретхен, оплакивает её, пока парамедики выносят труп. Сида отвозят в полицейский участок и просят рассказать о случившемся. Сид заметно волнуется и не может говорить.
Чуть больше года назад, в 1977 году, близкие друзья и участники группы Сид и Джонни Роттен знакомятся с Нэнси, сидящей на героине групи из Америки, которая приехала в Лондон, чтобы переспать с «Sex Pistols». Сид сначала отвергает её ввиду очевидности её намерений, но начинает встречаться с ней, когда её отвергают коллеги-панки. Они быстро сближаются на почве употребления героина, и подразумевается, что именно Нэнси познакомила Сида с этим наркотиком.
Сид и Нэнси влюбляются друг в друга, но их саморазрушительные отношения, подпитываемые наркотиками, разрушают отношения Сида с остальными членами группы. Нэнси расстраивается, когда Сид отправляется в месячное турне по Америке без неё. Турне становится катастрофой: Сид сходит с ума, часто напивается или принимает метамфетамин, а также проявляет физическую жестокость. Фиби, гастрольный менеджер Сида, безуспешно пытается помочь ему бросить пить. Тем временем Нэнси остаётся в Лондоне и живёт у своей подруги Линды. Хотя несколько друзей и знакомых Сида предупреждают его о разрушительном влиянии Нэнси на его жизнь, Сид упорно игнорирует эти предупреждения. 17 января 1978 года, в разгар американского турне группы, она распадается.
Сид воссоединяется с Нэнси в Нью-Йорке и пытается начать сольную карьеру, а Нэнси выступает в качестве его менеджера. Они посещают Париж, чтобы сделать записи, но поездка оказывается безрезультатной. В музыкальной индустрии Сида воспринимают как неудачника, и он с Нэнси всё глубже погружается в героиновую зависимость; Нэнси также начинает страдать от тяжёлой депрессии, и в конце концов пара договаривается совершить двойное самоубийство. Нэнси привозит Сида в Филадельфию, чтобы познакомить со своей семьёй, которая в ужасе от безрассудного поведения и физического состояния пары. Сид и Нэнси возвращаются в Нью-Йорк и поселяются в отеле «Челси», где принимают опиаты, поставляемых им наркодилером Бауэри Снаксом.
Их роман заканчивается трагически: во время ссоры Сид объявляет о своих планах прекратить употребление героина и вернуться к друзьям в Англию, чтобы начать жизнь заново, а Нэнси умоляет его убить её. Она нападает на него, и они ссорятся в наркотическом опьянении, в результате чего он, видимо, наносит ей удар ножом. Сид и Нэнси отключаются; позже Нэнси просыпается и, спотыкаясь, идёт в ванную, где падает и умирает. Сида выпускают из полицейского участка под залог. После того, как Сид забредает в ресторан, несколько беспризорников уговаривают его потанцевать с ними. Появляется такси, которое забирает Сида, и он верит, что на заднем сиденье находится живая Нэнси. Они обнимаются и целуются, уезжая в такси.
В постскриптуме сообщается, что Сид Вишес умер от передозировки героина 2 февраля 1979 года.

## В ролях
- Гэри Олдмен — Сид Вишес
- Хлоя Уэбб — Нэнси Спанджен
- Дэвид Хэйман — Малькольм Макларен
- Дебби Бишоп — Фиби
- Эндрю Скофилд — Джонни Роттен
- Ксандер Беркли — Боуэри Снакс
- Перри Бенсон — Пол Кук
- Тони Лондон — Стив Джонс
- Кортни Лав — Гретхен
- Энн Лэмбтон — Линда
- Кэти Бёрк — Бренда Уиндзор
- Джули Сент-Клэр — Панкетт
- Виктория Хэрвуд — Хермион

## Съёмки
Мать Сида Энн Беверли сначала пыталась противодействовать съёмкам фильма, но после встречи с режиссёром Алексом Коксом решила помочь. Она дала Олдмену на время съёмок металлическую цепь с замком, которую Сид носил на шее.
Чтобы играть истощённого Вишеса, Гэри Олдмен сел на строгую диету и похудел настолько, что однажды даже был ненадолго госпитализирован из-за истощения. Некоторые песни в фильме (My Way, I Wanna Be Your Dog) актёр исполнил самостоятельно.
Кортни Лав проходила печально известное прослушивание, которое было запечатлено на видео, и в котором она восклицала: «Я Нэнси Спанджен». Алекс Кокс был впечатлён пробами Кортни, но сказал, что спонсоры фильма настаивают на опытной исполнительнице главной роли. Кортни была отдана относительно незначительная роль Гретхен (специально написанная режиссёром роль), одной из подруг-наркоманок Сида и Нэнси в Нью-Йорке. Заслуживает внимания тот факт, что Кортни была в браке с Куртом Кобейном, их история отчасти схожа с историей Сида и Нэнси.
В автобиографии 2007 года Слэш (Сол Хадсон), гитарист группы Guns 'N' Roses, рассказывал, что на кастинге к фильму режиссёр нанял всех пятерых членов группы Guns 'N' Roses в качестве массовки для сцены в клубе, причём позвали их всех порознь, без оповещения о том, что вся группа будет на кастинге. Сол рассказывал: «Все мы пришли в первый день кастинга, видя друг друга, приходили в недоумение, например: „Привет… А ты здесь что делаешь?“». Однако Слэш был единственным из группы, кто продолжил участие в съёмках.
Хлоя Уэбб и Гэри Олдмен много импровизировали в фильме, но основой их диалогов являлись интервью и другие видеоматериалы Сида и Нэнси. Сцена с ножом, однако, была основана исключительно на догадках. Кокс рассказывал «New Musical Express»: «Мы хотели сделать фильм не только о Сиде Вишесе и панк-роке, но и о борьбе с наркотиками, это было заявление, чтобы показать деградацию, постигшую разных людей, совсем не гламурную».
В съёмках фильма участвовали известные музыканты, такие как Игги Поп, Circle Jerks и Эдвард Тюдор-Пол из Tenpole Tudor. В фильме звучит оригинальная музыка Pray for Rain, Джо Страммера и The Pogues.
Фильм был раскритикован в США за то, что в нём содержатся сцены употребления наркотиков, насилия, секса, нецензурная лексика и демонстрация обнажённого тела.
Первоначальным названием фильма было «Love Kills» («Любовь убивает»).

## Отзывы
Фильм получил в целом положительные отзывы критиков. По рецензиям, собранным из различных публикаций на популярном сайте Rotten Tomatoes, фильм имеет общий рейтинг 90 %. Известный американский кинокритик Роджер Эберт дал фильму «Сид и Нэнси» четыре из четырёх в своей колонке в «The Chicago Sun-Times», написав, что Кокс и его команда «осуществили ловкий трюк, создав фильм, полный шума и ярости и рассказав очень детально историю, словно бы из самого её центра». В последующей статье о Гэри Олдмене Эберт описал фильм «Сид и Нэнси» как панковскую «Ромео и Джульетту».
Лесли Халливел негативно отнёсся к фильму: «Я бы сказал, что некоторые фрагменты стимулирующие, но в основном это всё отвратительно. Соглашусь, что этот фильм является примером социального дна, которое было уменьшено». Он также процитировал строки из рецензии, которые появились в журнале «Sight & Sound»: «Этот фильм является одним большим спектаклем о наркотиках, унижении и смерти, так торжественно преподнесённых, что совершенно не соответствует моральным ценностям».
В своей книге «Сид Вишес — звезда рок-н-ролла» Малколм Батт описывает Уэбб, сыгравшую Спанджен, так: «интенсивно, мощно, и самое важное, что очень правдоподобно». По мнению Uncut Magazine (февраль 2007, выпуск № 117) Гэри Олдмен занял 8 позицию в рейтинге «10 лучших актеров в rockin' роли». Олдмен в роли Сид Вишеса был описан как «чрезвычайно сочувствующее чтение номинальной главы панка, как потерянный и изумлённый взрослый ребёнок». И наоборот, Эндрю Скофилд занял первое место в рейтинге «10 худших участников Rockin' ролей», сыграв Джонни Роттена как «совершенно не похожий ни внешне, ни по поведению отстойник». Некоторым критикам очень не понравилось, как Джонни изобразили на экране: «Люди имеют неправильное представление о Роттене — в этом фильме Алекса Кокса он выглядит как придурок. Он зол на него, в результате чего он выглядит идиотом… Джон обладает фантастическим остроумием, а не чёрным чувством юмора».

## Реакция Джона Лайдона
Джон Лайдон, более известный как вокалист «Sex Pistols» Джонни Роттен, прокомментировал фильм в автобиографии 1994 года «Роттен: ирландцам, неграм и собакам вход воспрещён»:
Не могу понять, как можно было взяться снимать такой фильм, как «Сид и Нэнси», и даже не поговорить со мной. Алекс Кокс этого не сделал. В качестве источников - кого только он не использовал. Джо Страммер? Этот певец из The Clash с утробным рыком? Откуда, чёрт побери, ему знать о Сиде и Нэнси? Просто, наверное, никого больше не удалось найти. Был момент, когда Алекс Кокс попытался привлечь меня и направил парня, который играл меня, ко мне в Нью-Йорк. Этот актёр сказал, что хотел бы обсудить сценарий. Пробыл там два дня, и за это время я узнал от него лишь, что фильм уже завершён. Всё было сплошной фикцией. Уловкой, чтобы использовать моё имя в связи с фильмом, как поддержку.
По мне так этот фильм - низшее, на что способна природа. Я искренне считаю, что он прославляет героиновую зависимость. Такое прославление определенно заметно в финале, когда это дурацкое такси взмывает в небо. Полная чепуха.
Сцены в запущенных нью-йоркских гостиничных номерах удались отлично, разве что, номера эти должны были быть ещё более запущенными. Все лондонские сцены с участием Pistols - полная чепуха. Никакого ощущения реальности. Парень, который играл Сида, Гэри Олдмен, был весьма хорош. Но и он играл сценического персонажа, а не реального человека. Не думаю, что это вина Гэри Олдмена, он ведь хороший актёр. Если бы только он имел возможность поговорить с кем-нибудь, кто знал Сида. Не думаю, что они вообще собирались проводить серьёзное исследование, чтобы снять серьёзный фильм. Всё ради денег, не так ли? Настолько принизить жизнь человека, и сделать это так успешно... мне очень от этого не по себе. Ирония состоит в том, что мне по-прежнему задают вопросы о фильме. Приходится объяснять, что там всё неправильно. Что всё это - грёбаная фантазия какого-то оксфордского выпускника, который панк-то и не застал. Ублюдок.
Когда я вернулся в Лондон, меня пригласили на премьеру. Я пошёл туда и был совершенно потрясён. При первой же встрече с Алексом Коксом я сказал ему, что застрелил бы его, будь такая возможность... Я и сейчас о нём крайне низкого мнения. Может быть, пора, наконец, появиться реальному Сиду?

Ну, а то, как изобразили меня, не оскорбительно. Слишком далеко от жизни и нелепо. Полный абсурд. Шампанское и запечённые бобы на завтрак? Извините. Я не пью шампанское. Он даже говорил не так, как я. С ливерпульским акцентом. Хуже всего, в фильме есть намёк на то, что я ревновал Нэнси, и это особенно отвратительно. Нечто, вставленное туда специально. Думаю, этим Алекс Кокс решил продемонстрировать эту свою игривость, типичную для среднего класса. Всё там слишком поверхностно, слишком понятно. Оригинальный текст (англ.)I cannot understand why anyone would want to put out a movie like Sid and Nancy and not bother to speak to me; Alex Cox, the director, didn’t. He used as his point of reference - of all the people on this earth - Joe Strummer! That guttural singer from The Clash? What the fuck did he know about Sid and Nancy? That’s probably all he could find, which was really scraping the bottom of the barrel. The only time Alex Cox made any approach toward me was when he sent the chap who was playing me over to New York where I was. This actor told me he wanted to talk about the script. During the two days he was there, he told me that the film had already been completed. The whole thing was a sham. It was a ploy to get my name used in connection with the film, in order to support it.
To me this movie is the lowest form of life. I honestly believe that it celebrates heroin addiction. It definitely glorifies it at the end when that stupid taxi drives off into the sky. That's such nonsense. The squalid New York hotel scenes were fine, except they needed to be even more squalid. All of the scenes in London with the Pistols were nonsense. None bore any sense of reality. The chap who played Sid, Gary Oldman, I thought was quite good. But even he only played the stage persona as opposed to the real person. I don’t consider that Gary Oldman's fault because he’s a bloody good actor. If only he had the opportunity to speak to someone who knew the man. I don’t think they ever had the intent to research properly in order to make a seriously accurate movie. It was all just for money, wasn't it? To humiliate somebody’s life like that - and very successfully - was very annoying to me. The final irony is that I still get asked questions about it. I have to explain that it's all wrong. It was all someone else’s fucking fantasy, some Oxford graduate who missed the punk rock era. The bastard.
When I got back to London, they invited me to a screening. So I went to see it and was utterly appalled. I told Alex Cox, which was the first time I met him, that he should be shot, and he was quite lucky I didn't shoot him. I still hold him in the lowest light. Will the real Sid please stand up?
As for how I was portrayed, well, there's no offense in that. It was so off and ridiculous. It was absurd. Champagne and baked beans for breakfast? Sorry. I don't drink champagne. He didn't even speak like me. He had a Scouse accent. Worse, there's a slur implied in the movie that I was jealous of Nancy, which I find particularly loathsome. There is that implication that I feel was definitely put there. I guess that’s Alex Cox showing his middle class twittery. It’s all too glib, it’s all too easy.Джон Лайдон, 1994
В более позднем интервью Роттену был задан вопрос: «Верно ли что-нибудь в фильме?», на который он ответил: «Возможно, имя Сида». Алекс Кокс утверждал, что ненависть Джонни к кинофильму была понятна, учитывая, что она была основана на инциденте с его жизнью и центрируется вокруг одного из его друзей. Другие участники группы были гораздо менее откровенны о кинофильме, чем Роттен, хотя он утверждал, что Пол Кук был расстроен по поводу фильма больше, чем он.

## Саундтрек
Официальный сборник саундтреков не содержит песни Sex Pistols или Сида Вишеса. Однако Гэри Олдмен исполнил несколько песен с той аранжировкой, которую Сид использовал на своих концертах.
| Песня                             | Исполнитель   |
| --------------------------------- | ------------- |
| «Love Kills» (Title Track)        | Joe Strummer  |
| «Haunted»                         | The Pogues    |
| «Pleasure and Pain»               | Steve Jones   |
| «Chinese Choppers»                | Pray for Rain |
| «Love Kills»                      | Circle Jerks  |
| «Off the Boat»                    | Pray for Rain |
| «Dum Dum Club»                    | Joe Strummer  |
| «Burning Room»                    | Pray for Rain |
| «She Never Took No for an Answer» | John Cale     |
| «Junk»                            | The Pogues    |
| «I Wanna Be Your Dog»             | Гэри Олдмен   |
| «My Way»                          | Гэри Олдмен   |
| «Taxi to Heaven»                  | Pray for Rain |

## Награды и номинации

### Награды
- 1986 Кинофестиваль в Сан-Паулу
  - Приз критиков — Алекс Кокс

### Номинации
- 1987 Премия BAFTA
  - Лучший грим — Питер Фрэмптон